# シロメ
『シロメ』（shirome）は、2010年8月13日に公開された日本のホラー映画。

## 概要
ももいろクローバー（後のももいろクローバーZ）が映画初出演・初主演を果たしたフェイク・ドキュメンタリー・ホラー。謎の化け物シロメが棲むという都市伝説を持つ廃校に、テレビ番組収録で訪れた女性アイドルユニット。彼女ら6人に次々と超常現象が襲い掛かる。キャッチコピーは「リアルが恐怖を超え、異色の最驚ホラー感動作が誕生!」。
監督は『ノロイ』『口裂け女』などの白石晃士。作品の緊張感を出すために、ももいろクローバーには映画撮影であることを一切伝えず、架空のテレビ番組の撮影と称して撮影・製作された。映倫指定はG。公開日は13日の金曜日を意識している。
映画公開記念として、ももいろクローバーが全国11箇所の関所劇場で舞台挨拶を行うという全国行脚を実施。同時に『全国行脚二〇一〇・夏スタンプラリー』が実施され、4箇所、7箇所そして全11箇所を制覇するとプレゼントが贈呈された。
主題歌はももいろクローバーの『ココ☆ナツ』。

## キャスト
- ももいろクローバー
  - 百田夏菜子
  - 早見あかり
  - 玉井詩織
  - 佐々木彩夏
  - 有安杏果
  - 高城れに
- 吉田悠軌（怪奇サークル『とうもろこしの会』会長）
- 今仁英輔（怪奇サークル『とうもろこしの会』副会長）
- 神島剣二郎（浄霊師）
- 宗優子（霊能者）

## スタッフ
- 監督・脚本・編集 - 白石晃士
- プロデューサー - 加藤伸崇
- 撮影 - 三村和弘
- 美術 - 高木理己
- 録音 - 日高成幸
- 編集 - 高塚絵里加
- 助監督 - 高橋雄弥
- 制作担当 - 尾山昌孝
- 製作 - 『シロメ』製作委員会
- 協力 - 『シロメ』プロジェクトパートナーズ
- 配給 - S・D・P

## プロジェクトパートナーズ
『シロメ』プロジェクトパートナーズ（SPP）とは映画支援のための一般公募会員で、1口2万円（最優遇は5口のブラックカードメンバー）で会員になった人には、映画エンドロールに名前が載るほか、宣伝会議や打ち上げパーティの参加、非売品DVDの配布などの特典があった。